# Václav Rejnart
Václav Rejnart (25. března 1915 – 13. dubna 1988[zdroj⁠?!]) byl český a československý politik Komunistické strany Československa a poúnorový poslanec Národního shromáždění ČSSR a Sněmovny lidu Federálního shromáždění.

## Biografie
Pocházel z chudé rodiny cihlářů v Sukoradech, byl vyučený jako kolář. Ve 30. a 40. letech 20. století zaměstnanec ASAP Mladá Boleslav. V 50. letech 20. století zaměstnanec pražské akumulátorky a později okresní vojenské správy v Mladé Boleslavi, později z pozice uvolněn za účelem funkce předsedy ONV Mladá Boleslav. K roku 1968 se zmiňuje coby předseda MěNV z volebního obvodu Mladá Boleslav-Mnichovo Hradiště. V letech 1964-1976 byl předsedou MěNV v Mladé Boleslavi.
Ve volbách roku 1964 byl zvolen za KSČ do Národního shromáždění ČSSR za Středočeský kraj. V Národním shromáždění zasedal až do konce volebního období parlamentu v roce 1968.
Po federalizaci Československa usedl roku 1969 do Sněmovny lidu Federálního shromáždění (volební obvod Mladá Boleslav-Mnichovo Hradiště), kde setrval konce volebního období parlamentu, tedy do voleb roku 1971.